# زیرپوش

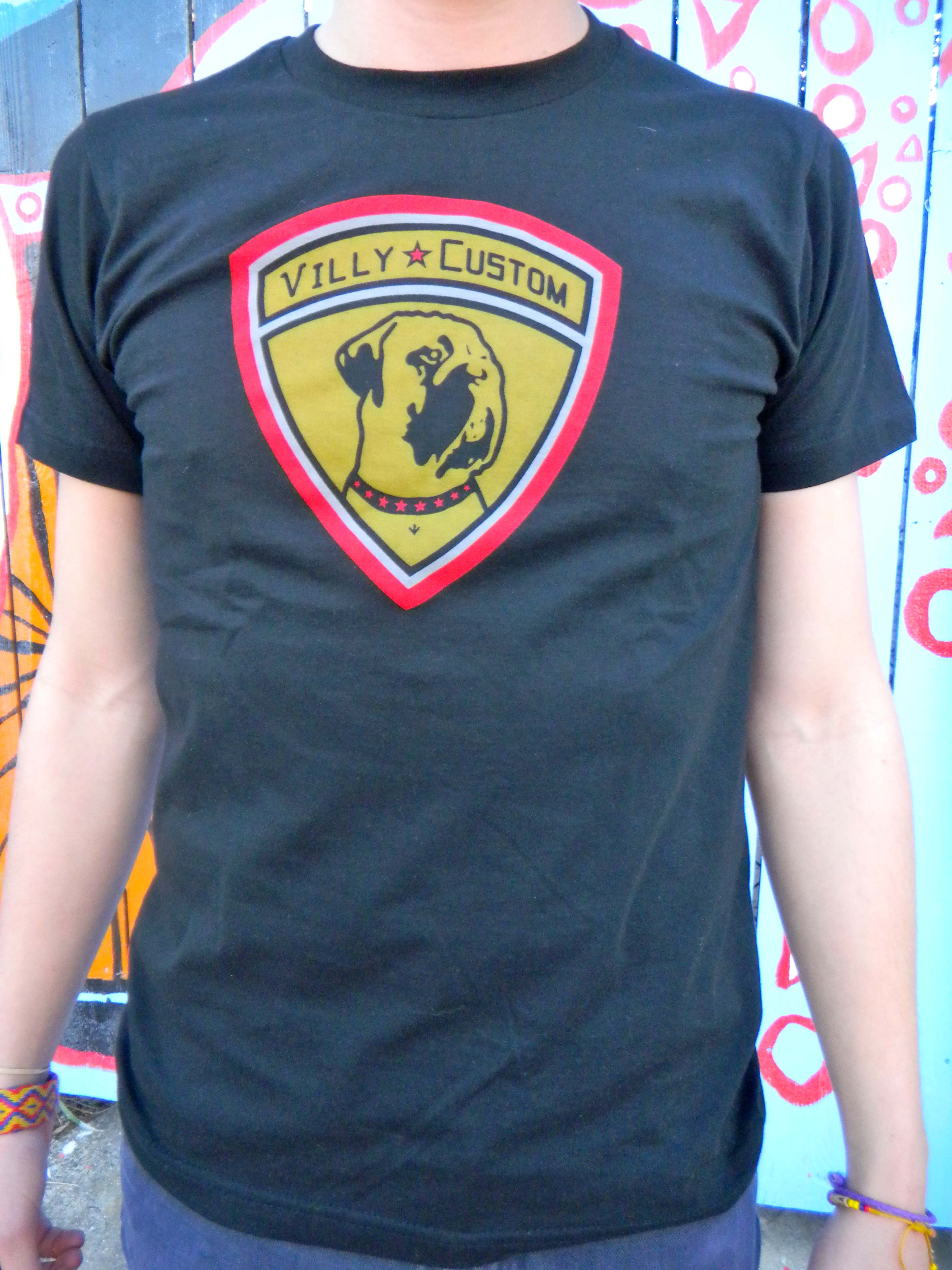

زیرپیراهن یا زیرپوش (به انگلیسی: Undershirt) نوعی از انواع لباس زیر است که به نوعی نخستین لایه محافظتی از پوست در برابر محیط اطراف می‌باشد. کاربرد غالب این تن‌پوش توسط آقایان به عنوان ساده‌ترین بالاپوش شناخته می‌شود. تی‌شرت و زیرپیراهن رکابی دو نوع از زیرپیراهن‌های مرسوم هستند.